# ジフェニルリン酸アジド
ジフェニルリン酸アジド（ジフェニルリンさんアジド、diphenylphosphoryl azide, 略称 DPPA）は有機合成化学において、アジドの導入に用いられる試薬で、(PhO)2P(=O)-N3の構造を持つ。1972年に塩入孝之らが開発した。ペプチド合成、クルチウス転位、アルコールから有機アジ化物への変換など幅広く応用される。

## 性質
沸点 157 ℃（0.17 mmHg）、分子量 275.22、密度 1.277 g/mL の無色液体で、CAS登録番号は [26386-88-9]。トルエン、THF、DMFなど各種有機溶媒に可溶。200 ℃ 前後に加熱すると分解し、有毒なリン化合物を生成する。湿気を避け、不活性ガス雰囲気下に冷蔵保存する。
アジド化合物は一般に爆発性のあるものが多いが、DPPAはアジドがリン原子の作用によって安定化されており、安全に取り扱うことができる。カルボン酸と混合するだけで有用な反応中間体である酸アジドを生成するため、合成的な利用価値が高い。

## 合成
DPPAは、クロロりん酸とアジ化ナトリウムとの反応によって得られる。DPPAの熱安定性は157 °Cで蒸留できること、激しい窒素の発生が175 °Cに温度が達するまで見られないことから示されている。

## ペプチド合成
酸アジドはアミンによって置換され、アミドとアジ化物イオンを生成する。このためカルボン酸成分・アミン成分・DPPAを、単にDMFなどの溶媒中室温で混合するだけでアミド縮合が行える。ペプチド合成に用いてもラセミ化を起こしにくく、活性化が穏和なので側鎖官能基の保護も最小限で済む。副生成物は水洗のみで除去できる。

## クルチウス転位
カルボン酸と混合して、生成した酸アジドを加熱すると転位を起こし、イソシアネートが得られる。項目クルチウス転位に詳しい。

## アルコールのアジドへの置換
一級または二級のアルコールを光延反応の条件下、DPPAで有機アジ化物へ変換することができる。また近年、DBUとDPPAのみで同様の反応を行えることが報告されている。

## 関連試薬
- ジエチルリン酸シアニド (DEPC, (C2H5O)2P(=O)-CN)